# Razisea
- Commons
- Wikispecies

RaziseaOerst., segundo o Sistema APG II,  é um gênero botânico da família Acanthaceae

## Espécies
Apresenta seis espécies:
- Razisea breviflora
- Razisea citrina
- Razisea ericae
- Razisea spicata
- Razisea villosa
- Razisea wilburii
- «Lista das espécies»